# Vallée de l'Eure de Maintenon à Anet et vallons affluents
Vallée de l'Eure de Maintenon à Anet et vallons affluents este o arie protejată (sit de importanță comunitară — SCI) din Franța întinsă pe o suprafață de 751 ha, integral pe uscat.

## Localizare
Centrul sitului Vallée de l'Eure de Maintenon à Anet et vallons affluents este situat la coordonatele 48°46′27″N 1°24′48″E / 48.77417°N 1.41333°E.

## Înființare
Situl Vallée de l'Eure de Maintenon à Anet et vallons affluents a fost declarat arie specială de conservare în baza directivei 92/43 din 1992 referitoare la conservarea habitatelor naturale și a faunei și florei sălbatice pentru a proteja 9 specii de animale.

## Biodiversitate
Situată în ecoregiunea atlantică, aria protejată conține 10 habitate naturale: Pajiști uscate seminaturale și facies de acoperire cu tufișuri pe substraturi calcaroase (Festuco-Brometalia) (* situri importante pentru orhidee), Pajiști carstice calcaroase sau bazofile, de Alysso-Sedion albi, Liziere de ierburi înalte hidrofile de câmpie și de nivel montan până la alpin, Păduri aluvionare cu Alnus glutinosa și Fraxinus excelsior (Alno-Padion, Alnion incanae, Salicion albae), Pajiști uscate europene, Peșteri inaccesibile publicului, Fânețe de joasă altitudine (Alopecurus pratensis, Sanguisorba officinalis), Păduri de fag acidofile atlantice, cu subarboret de Ilex și, uneori, de asemenea, Taxus, la nivelul arbuștilor (Quercion robori-petraeae sau Ilici-Fagenion), Formațiuni de Juniperus communis pe lande sau pajiști calcaroase, Păduri de fag Asperulo-Fagetum.
La baza desemnării sitului se află mai multe specii protejate:
- amfibieni (1): triton cu creastă (Triturus cristatus)
- mamifere (5): liliac cu urechi mari (Myotis bechsteinii), liliac cărămiziu (Myotis emarginatus), liliac comun (Myotis myotis), liliacul mare cu potcoavă (Rhinolophus ferrumequinum), liliacul mic cu potcoavă (Rhinolophus hipposideros)
- nevertebrate (1): Coenagrion mercuriale
- pești (2): zvârluga (Cobitis taenia), boarță (Rhodeus amarus)

Pe lângă speciile protejate, pe teritoriul sitului au mai fost identificate 71 de specii de plante, 4 specii de amfibieni, 1 specie de nevertebrate, 2 specii de reptile.